# Augustin Oswald von Lichtenstein

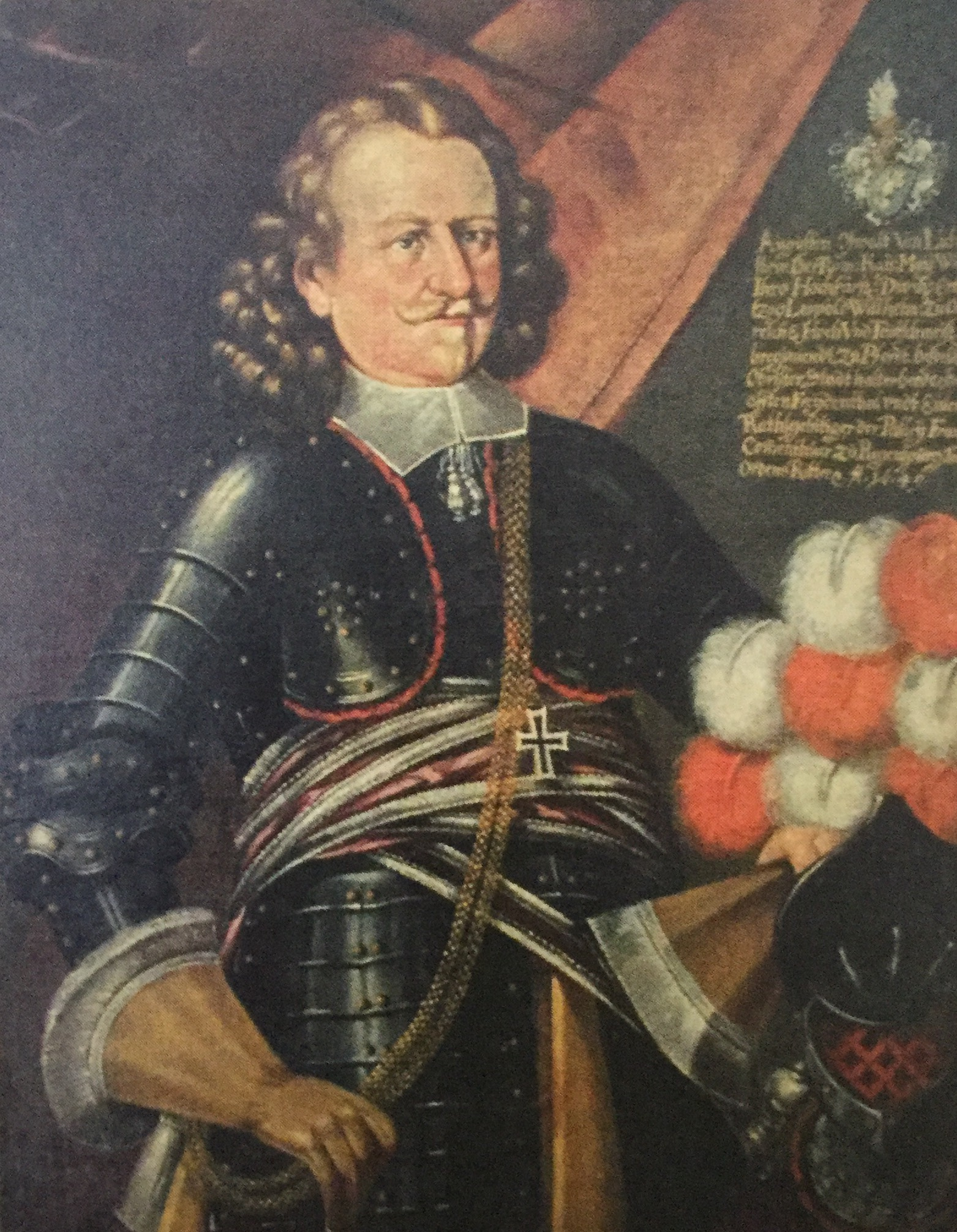
August Oswald von Liechtenstein

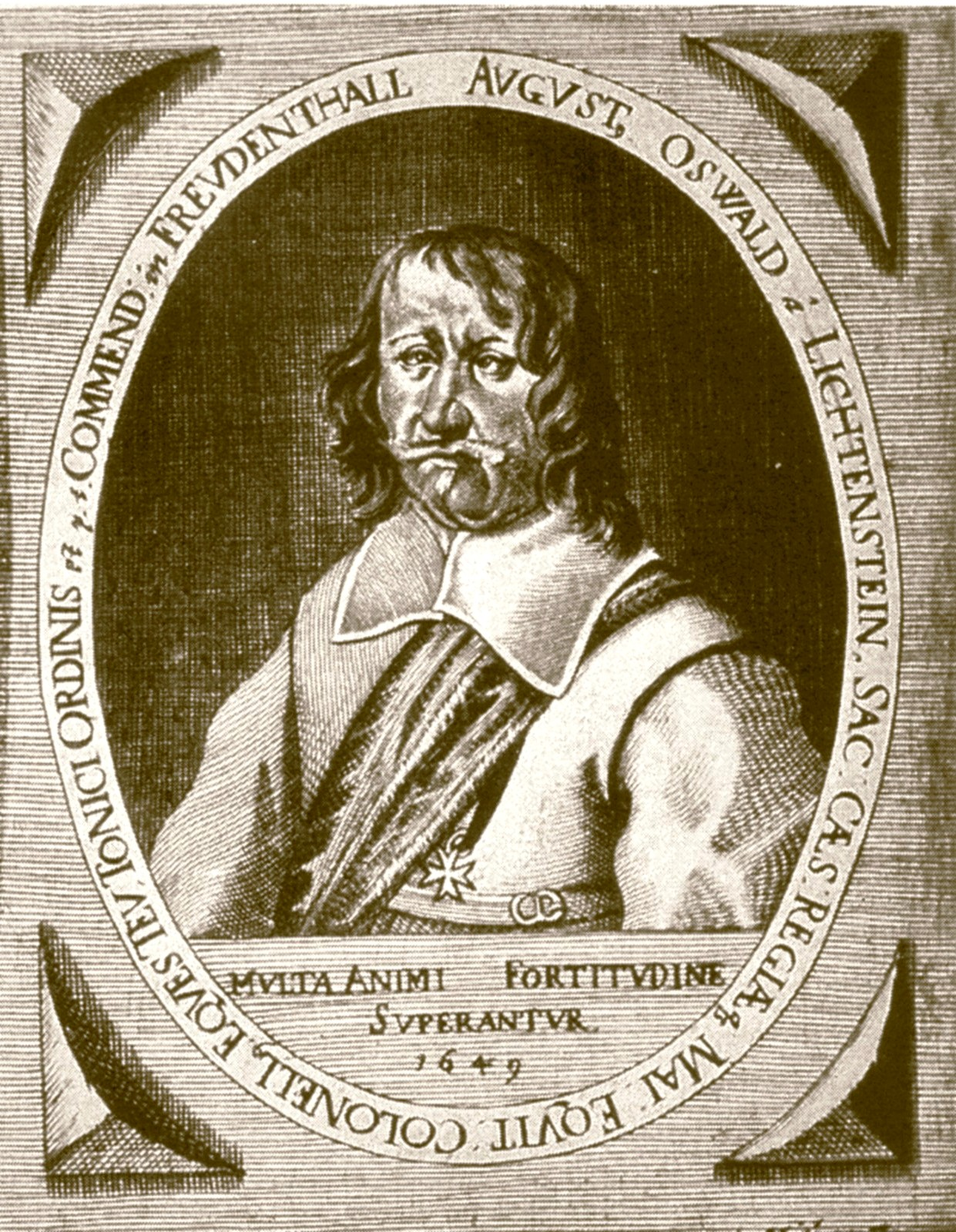
August Oswald von Lichenstein um 1649

Augustin Oswald von Lichtenstein-Karneid († 1663) war Obrist in kaiserlichen Diensten während des Dreißigjährigen Krieges, sowie Mitglied des Deutschen Ordens. Er war Hauskomtur und Komtur in Horneck, sowie Statthalter der Herrschaften Freudenthal und Eulenburg, Landkomtur der Ballei Westfalen und gleichzeitig Komtur von Mülheim und Münster. Zuletzt war er im Range eines Statthalters in Mergentheim auch Mitglied im Regentschaftsrat des Ordens für den unmündigen Hochmeister Karl Joseph von Österreich.

## Leben
Seit etwa 1626 war er Komtur und Hauskomtur in Horneck. Im Jahr 1634 gehörte Lichtenstein zu den ersten Ordensrittern, die nach der Schlacht von Nördlingen in das von den Schweden geräumte Zentrum des deutschen Ordens in Mergentheim einzogen. Im Jahr 1635 war er an der Übergabe der Festung Hohenasperg durch die Schweden an die kaiserlichen Truppen beteiligt. Damals war er Oberstleutnant eines schweren Reiterregiments.
Als Statthalter der dem deutschen Orden gehörenden Herrschaften Freudenthal und Eulenberg hat er 1643 der Belagerung der Eulenburg in Mähren durch die überlegenen Truppen des schwedischen Feldmarschall Lennart Torstensson vier Tage widerstanden, ehe die schwere schwedische Artillerie die Verteidigungsanlagen völlig zerstört hatten. Daraufhin wurde ihm und seiner Mannschaft ein ehrenvoller Abzug gewährt. In der Folge rüstete von Lichtenstein auf eigene Kosten Truppen aus, die die schwedische Besatzung vertrieb. Daraufhin wurde ihm der Posten eines Statthalters von Eulenburg wieder zuerkannt. Später fiel die Burg wieder in schwedische Hände. Erst 1650 konnte der Statthalter von Lichtenstein dort wieder einziehen.
Nach dem Tod des Landkomturs für Westfalen Rab Luther von Schilder, dem die Ordensleitung schlimme Verfehlungen vorwarf, die von Konkubinat bis zur Veruntreuung von Ordensvermögen reichte, entschloss sich die Ordensleitung zu energischen Schritten. Es galt dabei auch Ernst von Schilder, der seinem Bruder als Statthalter folgte und ebenfalls ein nicht den Ordensregeln entsprechendes Leben führte, zu ersetzen.
Unter den westfälischen Ordensrittern schien ihr niemand zur Reform geeignet. Nach Jahrhunderten wurde mit der Tradition gebrochen, die Landkomturei mit einem Westfalen zu besetzen. Stattdessen wurde von Lichtenstein vorgesehen. Die übrigen Landkomture stimmten dem nach einer Befragung zu. Der Hochmeister hat Ernst von Schilder unter einem Vorwand nach Mergentheim beordert, wo dieser abgesetzt und gefangen genommen wurde. Die offizielle Ernennung von Lichtensteins zog sich noch bis 1653 hin.
Dieser traf am 18. September 1653 in Mülheim ein. Die Kommende fand er nach dem Brand von 1641 in einem schlechten Zustand vor. Er berichtete nur vier Tage nach seiner Ankunft in einem Brief von einer „allersamt confusion.“ Die Kommende sei ohne Mobiliar. Kaum anders sah es in der gesamten Ballei Westfalen aus. Lichtenstein berief das Kapitel der Ordensritter nach Mülheim ein, um auszuführen „wie alles in eine gleichförmige richtigkeit gebracht und alles unordentliche Haushalte gegen eingeführte Ordnung abgestellt werden möge.“ Außerdem kündigte er eine baldige Visitationsreise durch die Ballei an. Tatsächlich gelang es ihm die schwersten Kriegsfolgen zu beseitigen. Die Kommenden Münster und Mülheim wurden vereinigt. Außerdem gründete er das Dorf Sichtigvor in unmittelbarer Nähe der Kommende Mülheim.
In seinen letzten Lebensjahren gehörte er im Range eines Statthalters dem Regentschaftsrat für den noch nicht mündigen Hochmeister Karl Joseph an.
Begraben wurde er in der Kapuzinergruft in Mergentheim. An ihn erinnert ein Epitaph.